# Tephrosia forrestiana
Tephrosia forrestiana är en ärtväxtart som beskrevs av Ferdinand von Mueller. Tephrosia forrestiana ingår i släktet Tephrosia och familjen ärtväxter. IUCN kategoriserar arten globalt som otillräckligt studerad. Inga underarter finns listade i Catalogue of Life.